# Алтарь Паумгартнеров
«Алтарь Паумгартнеров» — триптих работы Альбрехта Дюрера. Алтарный образ был заказан художнику братьями Стефаном и Лукасом Паумгартнерами из нюрнбергской торговой семьи для церкви св. Екатерины в Нюрнберге (Katharinenkirche), возможно, в ознаменование благополучного возвращения Стефана Паумгартнера из паломничества в Иерусалим в 1498 году.

## Описание
Алтарь представляет собой триптих, центральная панель которого изображает сюжет Рождества, а две боковые створки — святых Евстахия (правая) и Георгия (левая), которым преданы черты заказчиков, братьев Паумгартнеров.
В закрытом виде наружные створки алтаря представляли собой сцену Благовещения, обрамлённую фигурами св. Екатерины и Варвары (мастерская Дюрера). Из «Благовещения» сохранилась только фигура девы Марии.

### Центральная панель
Темой центральной панели является Рождество. Сцена разворачивается на фоне архитектурных руин.
Согласно стилистическому анализу, центральная панель нарисована немного позже, чем боковые створки, вероятно, в 1502 году или вскоре после этого. Центральные фигуры композиции — Мадонна и Иосиф, крохотное тело младенца, окружённое ангелами. Из окон за спиной Девы Марии выглядывают бык и осёл, напротив них из окон выглядывают пастухи. На следующем плане — два пастуха, одежды которых выполнены в контрастных цветах по отношению к одеяниям Марии и Иосифа. На горизонте теряется холм, на котором изображены пастухи, получившие известие о рождении Иисуса. С небес в золотом сиянии спускается ангел. Традиционно Рождество изображается в ночное время суток, здесь присутствует яркая иллюминация.
Небольшие фигуры по углам — 7 остальных членов патрицианской семьи Паумгартнеров, с гербовыми щитами у ног. Они были записаны в XVII веке, когда портреты доноров вышли из моды, и открыты заново только в 1903 году. Слева позади Иосифа — члены семьи мужского пола: Мартин Паумгартнер со своими сыновьями Лукасом и Стефаном, и бородатым мужчиной, который может быть Гансом Шонбахом, вторым мужем Барбары Паумгартнер. Справа изображена Барбара Паумгартнер, урождённая Фолькамер, со своими дочерьми Марией и Барбарой.

### Фигуры святых
На левой створке изображён Георгий Победоносец с драконом у ног и св. Евстахий со штандартом с изображением оленя. На святых одежда рыцаря и ландскнехта — современников художника. Манускрипт XVII века отмечает, что две эти доски были написаны в 1498 году, и моделями для святых послужили братья Паумгартнеры: Стефан для св. Георгия и Лукас для св. Евстахия. Это самое раннее задокументированное придание чертам небожителя сходства с лицом донатора.

### Записи и повреждения
Приобретя триптих в 1614 году, баварский курфюрст Максимилиан I передал его на реставрацию и подновление художнику Иоганну Георгу Фишеру. Тот не ограничился простой реставрацией, а модернизировал «старомодную» картину. Например, святые на обеих створках были изображены Дюрером на простом чёрном фоне. Фишер превратил его в пейзажный задник, добавил св. Евстахию фигуру живого оленя и превратил шапку в шлем. О произведённых записях забыли, и их принадлежность руке Дюрера не вызывала сомнений, так как Фишер использовал мотивы, заимствованные из других произведений Дюрера . О ликвидации уменьшенных фигур донаторов с центральной панели уже говорилось выше. Реставрация и открытие первоначального вида были произведены лишь в 1903 году.
В 1988 году картина была серьёзно повреждена 51-летним Хансом Больманом, который облил её кислотой вместе с «Оплакиванием Христа» и «Семью печалями Марии». Реставрация завершилась в 1998 году.